# Leijonmarck
Leijonmarck är en svensk-finländsk adelsätt, introducerad som nummer 1092.
Den svenska adliga ätten Leijonmarck har tidigare ansetts härstamma från biskopen Mikael Agricola (cirka 1507–1557), biskop och rektor i Åbo, Finlands reformator och skapare av det finska skriftspråket. Detta har emellertid visats vara fel. Släkten härstammar från en finländsk släkt, där prästen Christiern Simonsson Agricola (1593–1662) är den förste med namnet Agricola. Dennes sonson kallade sig först Sven Agricola Åkerman (1649–1728), senare Åkermark, adlades 1686 med namnet Leijonmarck och introducerades på Svenska riddarhuset samma år under nummer 1092.
Adliga ätten Leijonmarck har inte introducerats på Finska riddarhuset utan har efter 1809 endast fortlevat i Sverige. Däremot har en annan gren av samma släkt introducerats på Finska riddarhuset under namnet Agricola. Det finns emellertid 2015 ingen med detta namn varken i Sverige eller Finland.
Flera medlemmar av ätten har skrivit sitt namn Leyonmarck, men dessas ättlingar har återtagit den ursprungliga stavningen.